# 최승용 (스피드스케이팅 선수)
최승용(1980년 2월 6일~)은 대한민국의 여자 스피드 스케이팅 선수였다. 1998년, 2002년, 2006년 동계 올림픽에 참가했다. 1998년 대회에서는 500m와 1000m 모두 24위, 2002년 대회에서는 500m에 18위, 1000m에 32위를 차지했다. 마지막 올림픽 참가 대회인 2006년에는 500m에서 18위를 기록했다.

## 개인 최고 기록
| 종목  | 기록        | 날짜         | 대회 | 장소                | 기타 |
| ----- | ----------- | ------------ | ---- | ------------------- | ---- |
| 500m  | 38초 21     | 2005. 11. 20 |      | 미국 솔트레이크시티 |      |
| 1000m | 1분 17초 50 | 2002. 11. 16 |      | 캐나다 캘거리       | NR   |
| 1500m | 2분 05초 90 | 2003. 11. 01 |      | 캐나다 캘거리       |      |
| 3000m | 4분 41초 33 | 2003. 10. 21 |      | 캐나다 캘거리       |      |